# 북지녹색도마뱀붙이
북지녹색도마뱀붙이(Naultinus grayii)는 노스랜드 그린 게코(Northland green gecko)나 그레이 트리 게코(Gray's tree gecko)라고도 불리며, 뉴질랜드의 노스랜드(en:Northland Region), 황가로아(en:Whangaroa) 북쪽 지역에만 서식하는 도마뱀붙이류의 일종이다; 도마뱀들 중에서 제일 드문 편이며, 제일 인기가 높다.

## 분류
북지녹색은 토머스 벨(en:Thomas Bell (zoologist))이 최초로 1843년에 Naultinus grayii로 기술하였다.

## 어원
종명 grayii는 영국인 파충류학자 존 에드워드 그레이를 기린 것이다.

## 형태

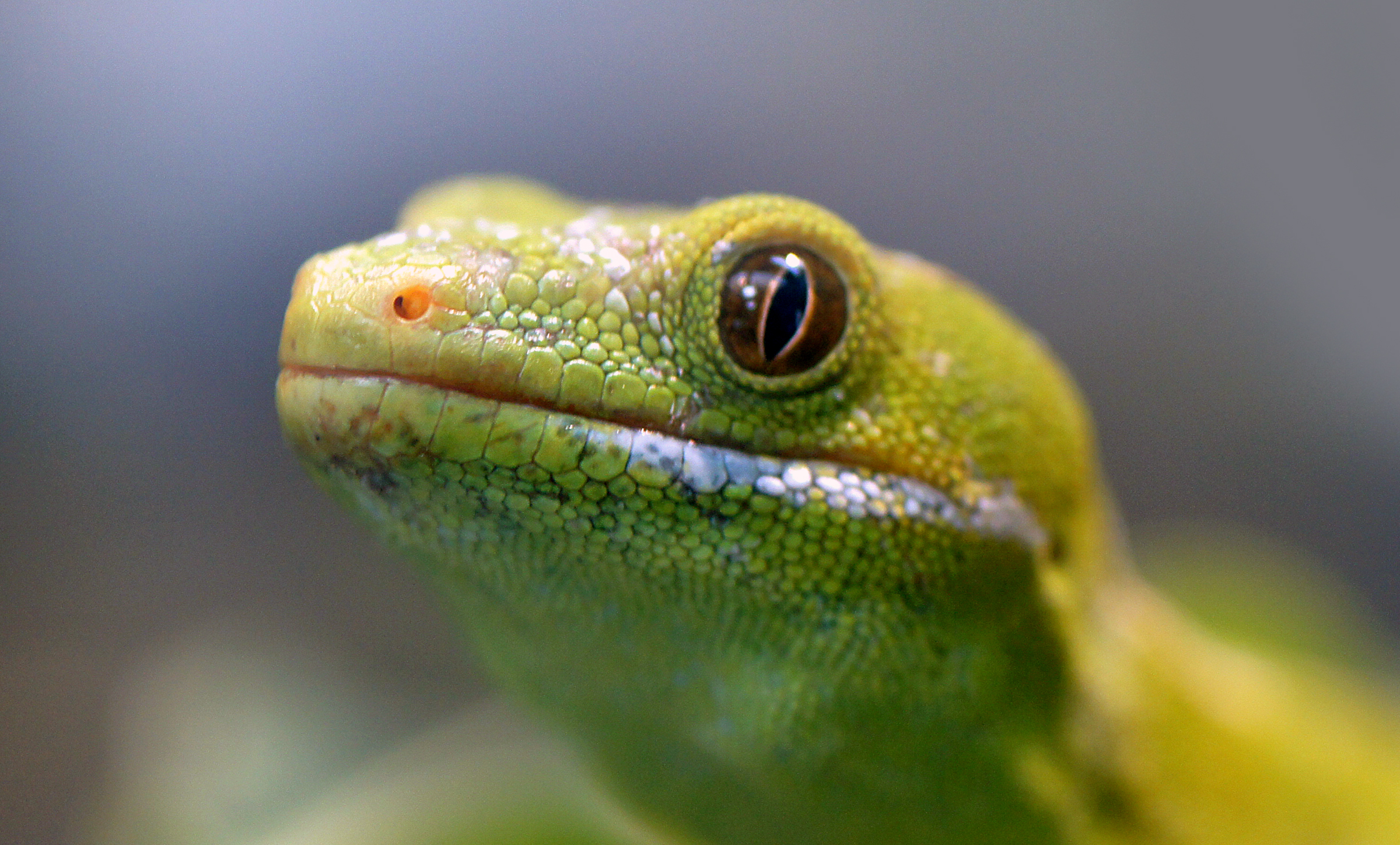
머리

북지녹색의 피부는 선명한 녹색 바탕에 등 양쪽에 회색, 금색 무늬가 아로새겨져있다. 수컷은 사지 아랫부분을 따라 푸른색 줄무늬가 나있다. 배는 암수가 밝고 창백한 녹색이며, 때때로 노란색을 가미한다. 입 안은 짙은 파란색이며 혓바닥은 밝은 녹색이다.
꼬리까지의 길이는 최대 200mm에, 주둥이-항문 길이(Snout-Vent Length, SVL)는 최대 95mm에 이른다.

## 습성
북지녹색은 주행성이며, 햇볕을 쬐는 모습이 흔히 발견된다. 수목성(en:arboreal) 생활방식을 따르며, 특히 카누카(:en:Kunzea ericoides), 마누카(:en:Leptospermum scoparium), 밍기밍기(en:mingimingi)를 좋아한다.

## 보존 상태
12년에 보존부(:en:Department of Conservation (New Zealand))에서 오클랜드녹색을 뉴질랜드멸종위기분류체계(:en:New Zealand Threat Classification System)의 '위험(At Risk)'에 분류하였다. 보존부는 이 녀석들이 감소가 점점 심해지거나 감소가 예상된다는 '위험' 위협 상태 기준을 충족시킨다고 판단하였다. 이 도마뱀붙이류는 '데이터 부족(Data Poor)'으로도 간주된다.

## 밀수
2001년에 독일의 관광객이 북지녹색을 속옷에 숨겨서 나라 밖으로 밀수하려 한 혐의로 $12,000의 벌금을 선고받았다.

## 참고 문서
- 뉴질랜드의 도마뱀붙이류의 목록(영어판)

## 참고 문헌
- Bell T (1843). The Zoology of the Voyage of H.M.S. Beagle Under the Command of Captain Fitzroy, R.N., during the years 1832 to 1836. Edited and Superintended by Charles Darwin ... Naturalist to the Expedition. Part 5., Reptiles. London: Smith, Elder and Company. vi + 51 pp. + Plates 1-20. (Naultinus grayii, new species, pp. 27–28 + Plate 13, figure 2). (in English and Latin).
- Buller W (1871). "A List of the Lizards inhabiting New Zealand, with Descriptions". Transactions and Proceedings of the New Zealand Institute 3: 4-11. (Naultinus grayii, pp. 7–8).
- Nielsen, Stuart V.; Bauer, Aaron M.; Jackman, Todd R.; Hitchmough, Rod A.; Daugherty, Charles H (2011). "New Zealand geckos (Diplodactylidae): Cryptic diversity in a post-Gondwanan lineage with trans-Tasman affinities". Molecular Phylogenetics and Evolution 59 (1): 1-22.